# Siegel Oregons
Das Siegel Oregons wurde 1857 in Auftrag gegeben und trat 1859, als Oregon Bundesstaat wurde, in Kraft. Seitdem ist es unverändert.

## Beschreibung

Flagge Oregons

Das Siegel zeigt einen Weißkopfseeadler, dessen Schwingen ausgebreitet sind. Der Adler hält einen Olivenzweig in der einen und einen Köcher mit Pfeilen in der anderen Kralle. Dies symbolisiert den Friedenswillen, aber auch die Kampfbereitschaft. Der Adler steht über einem Schild, welches voller Symbole ist.
Auf dem herzförmigen Schild findet sich der Pazifik über dem die Sonne aufgeht und auf dem ein britisches Kriegsschiff wegsegelt. Ein amerikanisches Handelsschiff segelt in Richtung Küste. Dies symbolisiert das Ende der britischen Einflüsse und die Unabhängigkeit und Kraft der amerikanischen Wirtschaft.
Bäume, ein Elch und Berge repräsentieren die reichhaltige Natur Oregons, während die Rolle der Siedler durch einen von Ochsen gezogenen Planwagen dargestellt wird. Der Planwagen steht so weit westlich wie nur möglich an der Küste.
Ein Bündel Weizen und ein Pflug zeigen das landwirtschaftliche Potential des Staates während eine Spitzhacke für die Bodenschätze stehen.
Auf einem Banner steht der Schriftzug the union, welche auch durch die 33 Sterne (damalige Anzahl der Bundesstaaten) repräsentiert wird. Auf dem äußeren Ring steht der Schriftzug „State of Oregon“ und die Jahreszahl 1859.